# Afrixalus upembae
Afrixalus upembae е вид земноводно от семейство Hyperoliidae.

## Разпространение
Видът е разпространен в Демократична република Конго.